# Морехідні якості судна
Морехідні якості судна (корабля) — якості судна (корабля), які визначають його здатність безпечно здійснювати плавання при будь-якому стані моря і будь-якій погоді, а також зберігаючи живучість у разі пошкодження. Вони визначаються, зокрема його остійністю, міцністю, водонепроникністю, непотоплюваністю, плавучістю, керованістю. Є мірою того, наскільки добре пристосований плавучий засіб до умов моря. Судно або човен, який має гарну морехідність  здатний ефективно діяти у морі навіть за штормових умов. Морехідні якості є предметом вивчення теорії судна. Морехідність або мореплавність — сукупність якостей, що визначають здатність ходити і використовувати механізми та обладнання до певних умов моря: висоти хвилі і сили вітру.

## Морехідні якості
- Остійність — здатність судна, відхиленого зовнішніми силами від положення рівноваги і наданого самому собі, знову повертатися до положення рівноваги.
- Плавучість — здатність судна ходити при заданому навантаженні, маючи задану осадку.
- Ходовість — здатність судна підтримувати швидкість ходу і маневреність на заданих курсах відносно морського хвилювання і вітру, за умови задовільної населеності для екіпажу і пасажирів, збереження вантажів і належної працездатності всіх бортових пристроїв і механізмів. Залежить від потужності головних механічних двигунів або ефективності вітрильного озброєння. Як показник ефективності морського судна пов'язується рівнем збереження ходу в реальних штормових і льодових умовах плавання, що зумовлюється можливістю використання повної потужності головних машин або ефективної площі вітрильного озброєння в умовах інтенсивного хвилювання і шквальних вітрів.
- Хитавиця — регулярні поступальні (вертикальна, поперечна і поступальна) і обертальні (бортова, кільова і рискання) коливання корпусу судна під зовнішнім силовим впливом з боку морського хвилювання.
- Непотоплюваність — здатність корабля залишатися на плаву і не перекидатися в умовах, коли один або кілька його відсіків затоплені водою. Надійність забезпечується запасом плавучості, остійністю, цілісністю корпусу і надбудов, наявністю і станом водонепроникних перебірок і палуб (платформ), що розділяють корпус корабля на відсіки, наявністю засобів боротьби з ушкодженнями, а також суб'єктивними факторами (готовністю і вмінням екіпажу вести боротьбу за живучість судна).
- Керованість — здатність судна змінювати або зберігати курс, у міру необхідності. Включає в себе:
  - Повороткість — здатність судна змінювати напрямок свого руху при відхиленні стерна на будь-який кут. Повороткість характеризується швидкістю зміни курсу і діаметром циркуляції. Чим менше радіус циркуляції, тим краще повороткість.
  - Стійкість на курсі (курсова стійкість) — здатність судна зберігати незмінним напрямок свого руху без зовнішнього втручання.
  - Керованість при вітрі — може виявитися, що в умовах сильного вітру керованість судна недостатня.
  - Керованість на мілководді — в умовах мілководдя погіршуються як повороткість, так і курсова стійкість судна.
  - Позиціонування судна в заданій точці — здатність судна зберігати позицію без застосування маршової рухової системи.
  - Рух судна при дії підрулювального пристрою.
  - Активне гальмування (реверс) судна — гальмування судна за рахунок роботи маршової рухової установки в режимі «повний назад», а також швидкість такого гальмування і гальмівний шлях судна.
  - Циркуляція — здатність судна йти по колу при зміщенні і блокуванні стерна відносно прямолінійного курсу.
- Іноді виділяють такі якості:
  - Схожість на хвилю — здатність долати хвилю (особливо штормову) без небезпечних наслідків (наприклад без заривання). Залежить від обводів і висоти борту в носовій частині.
  - Заливаність — кількість води, що приймається на палубу і надбудови при певному стані моря.
  - Забризкуваність — кількість бризок, прийнятих на палубу і надбудови при певному стані моря.
  - Вітрозахищеність — умови експлуатації судна і роботи екіпажу при заданій силі вітру.